# Mickelsörarna
Mickelsörarna (fi. Mikkelinsaaret) är en ögrupp med f.d. sjöbevakningsstation tillhörande Vörå kommun. Sjöbevakningsstationen fungerar idag som naturstation. Ögruppen är belägen ute i Kvarken, ca 15 km från land på finska sidan (Västerö i Vörå).
Mickelsörarna är en del av världsnaturarvet Kvarken/Höga kusten.

## Historia
Mickelsörarna hade fast bosättning fram till 1980-talet. De första som bosatte sig där var skogvaktare som arbetade åt Grönvik glasbruk. Som mest bodde det 35 personer året runt på Mickelsörarna.
Ida Lundberg var den sista invånaren som bodde vid "Gårdarna" på Villskär, den största gårdsgruppen på området. Hon var född 1905 och bodde kvar till i slutet av 1990-talet. Med Ida gick en era av fast bosättning bort som påbörjades 1830.

## Turism
Med sin på många ställen unika natur utgör Mickelsörarna ett populärt utflyktsmål bland båtfolk.
Naturstationen på Kummelskär erbjuder bland annat guidning, bastu, inkvartering, café, utställningar och naturstig. 

## Kommunikationer
Till Mickelsörarna går inga landvägar. Båtskjuts kan beställas av lokala företagare. 

## Övrigt
Mickelsörarna har lika många öar som årets dagar, sade Zacharias Topelius under ett besök. Många av öarna har växt ihop på grund av landhöjningen så ögruppen nu består av omkring 200 öar.